# Festival de Valloires
Ne pas confondre avec le festival « Valloire baroque »
Le Festival de Valloires est un festival international de musique de chambre, créé en 2006 par Adam Gatehouse (en), et situé dans l'Abbaye de Valloires, dans la Somme.
Il a eu lieu de 2006 à 2008, pendant une semaine en août.
Son but était de proposer à un public varié des concerts de très haute qualité en programmant à la fois des artistes de renommée mondiale (Dame Felicity Lott, Mark Padmore, Imogen Cooper, Angela Hewitt, etc.) et de jeunes artistes talentueux. 
Des concerts gratuits, impliquant des chœurs régionaux, ont également lieu dans les magnifiques Jardins de Valloires. Le Festival de Valloires propose également des masterclasses et des répétitions publiques, et des rencontres avec les artistes lors de dîners conviviaux à l'abbaye à l'issue des concerts. 
À partir de l'année 2019, l'Abbaye de Valloires accueille de nouveau un festival de musique, créé par Claire Lamquet et Denis Comtet. Le concert de lancement a eu lieu le vendredi 7 juin 2019, avec la participation du trompettiste Romain Leleu.